# Sotmyrvireo
Sotmyrvireo (Dysithamnus leucostictus) är en fågel i familjen myrfåglar inom ordningen tättingar.

## Utseende och läte
Sotmyrvireon är en liten (12–13 cm) och kortstjärtad myrfågel med skilda dräkter mellan könen. Hanen är mörkgrå, svartast på bröstet, med vita spetsar och kanter på vingtäckarna. Honan är rödbrun ovan, undertill grå med vita streck, dock ingen streckning på nedre delen av buken. Övergumpen är rödbrun. Hanen liknar grå myrvireo, men är större och enhetligt mörk ovan och under. Sången består av en högljudd serie visslande toner som faller i tonhöjd.

## Utbredning och systematik
Sotmyrvireo delas in i två distinkta underarter med följande utbredning:
- Dysithamnus leucostictus leucostictus - Andernas östsluttning från Colombia till nordligaste Peru (Cajamarca)
- Dysithamnus leucostictus tucuyensis – kustnära bergstrakter i norra Venezuela (Falcón och Lara till Monagas)

## Status och hot
Arten har ett stort utbredningsområde och en stor population, men tros minska i antal, dock inte tillräckligt kraftigt för att den ska betraktas som hotad. Internationella naturvårdsunionen IUCN listar därför arten som livskraftig (LC).

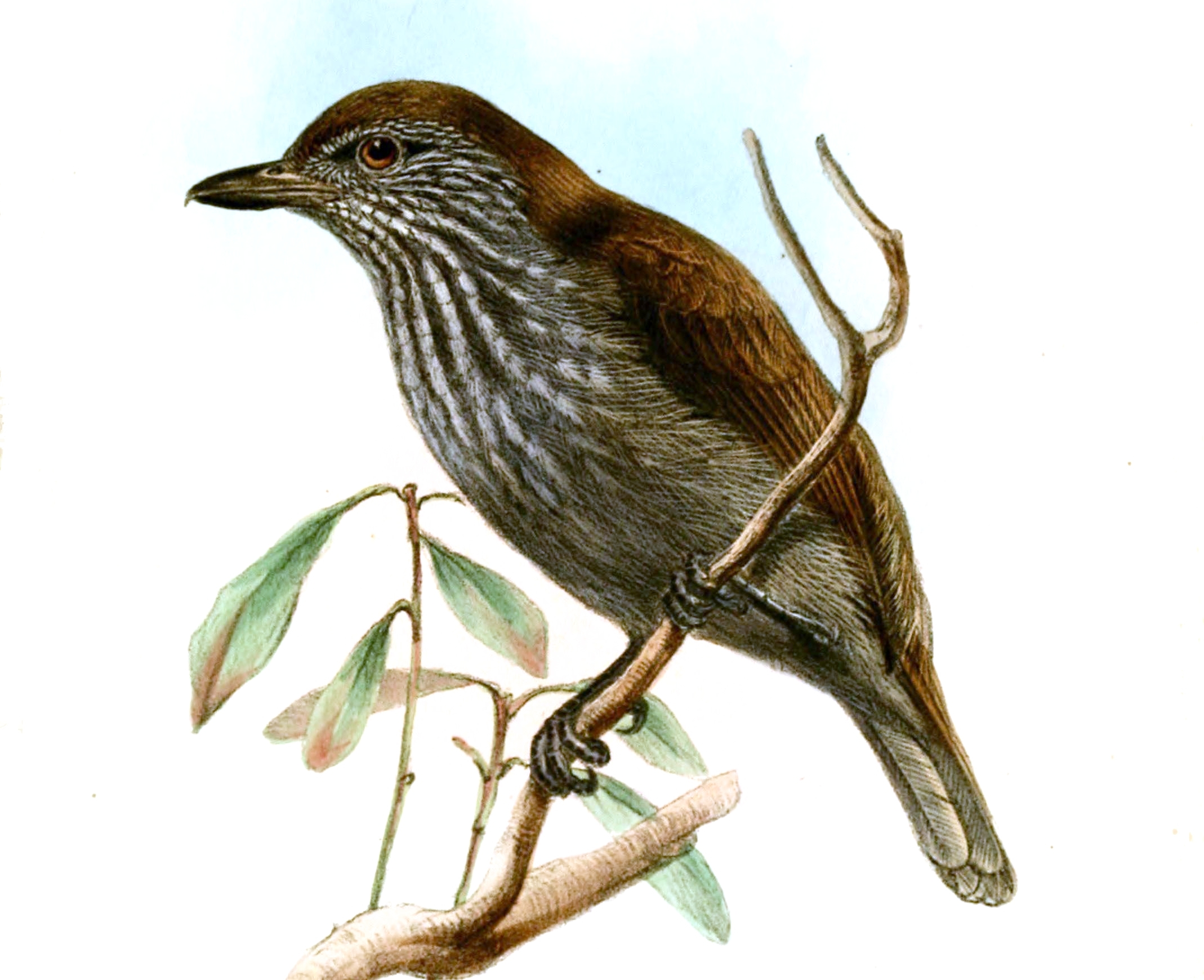